# Академический джихад (Иран)
Академический джихад (перс. جهاد دانشگاهی‎, англ. The Academic Center for Education, Culture and Research, ACECR) — иранская общественная негосударственная организация, занимающаяся культурной, научно-исследовательской и образовательной деятельностью. Руководитель — Хамидреза Таеби.

## История создания
7 августа 1980 года (16 мордада 1359 года по иранскому календарю) Верховный штаб культурной революции в Иране учредил организацию Академический джихад с целью проведения в стране культурной революции. 2 декабря 1986 года (11 азара 1365 года) Верховный совет культурной революции рассмотрел и утвердил устав Академического джихада, в котором говорилось о действиях в культурной и научно-исследовательской сфере с целью исламизации высших учебных заведений. 5 ноября 1991 года (14 абана 1370 года) Верховный совет культурной революции окончательно утвердил новый устав, в соответствии с которым в обязанности Академического джихада входит научная и культурная деятельность.
В 1993 году Академический джихад начал создавать дочерние некоммерческие высшие учебные заведения. Филиалы появились в таких городах как Ахваз, Исфахан, Решт, Хамадан, Кашмер, Эрдекан, Ашкезар и Йезд. Три филиала в провинциях Хузестан, Йезд и Исфахан стали независимыми высшими учебными заведениями, которые контролирует специальный Совет наблюдателей.

## Цели Академического джихада
Целями Академического джихада является следующее: (1) развитие научно-исследовательской сферы; (2) развитие культурной сферы совместно с университетами и отделениями; (3) разработка плана дальнейшего использования результатов исследований.

## Задачи Академического джихада
В задачи Академического джихада входит следующее: (1) продвижение культуры и искусства ислама; (2) борьба с западничеством; (3) проведение прикладных исследований; (4) поддержка талантливых студентов и ученых; (5) создание условий для трудоустройства выпускников.

## Обязанности Академического джихада
1. Проведение фундаментальных и прикладных исследований и разработок в области физики, биологии, геологии, математики и связанных с ними тенденций.
2. Осуществление исследовательских проектов и кооперация в реализации их полупромышленных и промышленных этапов.
3. Изучение, выявление и помощь в удовлетворении исследовательских запросов производственного и исполнительного секторов, а также сектора услуг в области фундаментальных наук.
4. Создание необходимых возможностей на основе исследовательских программ и проектов.
5. Налаживание активных и конструктивных связей с университетами организации «Университетский джихад», с научными учреждениями и обществами как в стране, так и за рубежом в рамках действующих правил.
6. Налаживание необходимых связей со специалистами-новаторами, работающими в научных центрах страны, и сотрудничество с ними в деле реализации их исследовательских проектов сообразно с целями и задачами Института.
7. Использование самых последних результатов научных исследований и разработок на всех этапах исследования в рамках расширения задач Института.
8. Подготовка и проведение совместно с университетами научно-практического обучения, а также исследовательских и учебных курсов высшей школы.
9. Издание научных книг и периодики .

## Совет наблюдателей Академического джихада
В Совет наблюдателей входит 9 человек: 4 члена Академического джихада, 4 представителя правительства и представитель Верховного лидера в высших учебных заведениях. Таким образом, состав Совета напрямую зависит от политических изменений в стране.
На сегодняшний день председателем Совета наблюдателей является Хамидреза Таеби.

## Структура Академического джихада
Академический Джихад состоит их Отдела обеспечения и парламентских дел, Исследовательского отдела, Культурного отдела, Отдела по трудоустройству и других подразделений и исследовательских институтов. В состав Академического джихада входит 39 подразделений (14 из них находятся в Тегеране, остальные — в других городах) На данный момент в организации работает 680 ученых и преподавателей и 1600 ассистентов. Также огромное количество отраслевых специалистов, сотрудников университетов и студентов-аспирантов сотрудничают с учреждением, работая на полставки.
Отдел обеспечения
Отдел обеспечения занимается административными и финансовыми вопросами.
Исследовательский отдел
Исследовательский отдел выполняет такие задачи как: проведение прикладных исследований, создание разработок, консультирование, предоставление научно-технических услуг, использование результатов проектов.
Культурный отдел
В сферу деятельности Культурного отдела сходит: развитие культуры и искусства ислама, увеличений религиозных и политических познаний среди молодежи с целью борьбы с западничеством.
Отдел по трудоустройству
Отдел по трудоустройству создает условия для трудоустройства выпускников ВУЗов.

## Финансирование
Более 80 % годового финансирования поступает из частного сектора экономики от компаний, с которыми сотрудничает организация. Менее 20 % — из государственных средств.

## Результаты исследований
В 2015 году ученые во главе с Кейваном Маджзаде разработали новый рецепт трастузумапа — лекарства против рака молочной железы. Новая технология основана на использовании бактерий.

## Исследовательские группы
Физики
Экогеологии
Физиологии и генетики растений
Микробиология нефти
Геологии нефти
Развития нефтегазовых месторождений
Центр частных услуг в сфере наук о земле
Центр частных лабораторных услуг.

## Достижения
— 22 награды в международной премии имени аль-Хорезми (англ. Khwarazmi International Award) в области науки и технологий;
— 9 наград в фестивале медицины имени Рази (англ. Razi Medical Science Festival);
— более 100 наград в национальных научно-исследовательских фестивалях.
— Неоднократное получение категории «А» среди институтов, подведомственных Министерству науки
— Звание лучшего научно-исследовательского учреждения 2011 г.
— Почётная грамота министра науки, исследований и технологий
Кроме того, Институт избран Министерством науки, исследований и технологий ведущим межуниверситетским учреждением в сфере борьбы с загрязнением окружающей среды, возникающим вследствие сжигания ископаемого топлива, биологическими методами.

## Адрес
Тегеран, Эвин, Университет им. Шахида Бехешти, Институт прикладных наук «Университетского джихада»